# David Rumbutis
David Filip Rumbutis, född 17 mars 2000, är en svensk mästare i gymnastik. Hans moderklubb är Älvsbygymnasterna men tävlar i dag för All Star Gymnastics.
Han kvalade in till Olympiska sommarspelen 2020.